# William Lindsay (hokej na travi)
William L. C. Lindsay (11. travnja 1914.) je bivši britanski hokejaš na travi.
Osvojio je srebrno odličje igrajući za Uj. Kraljevstvo na hokejaškom turniru na Olimpijskim igrama 1948. u Londonu. 

## Vanjske poveznice
- Profil na Sports-Reference.com  Arhivirana inačica izvorne stranice od 18. travnja 2020. (Wayback Machine)